# Aleksander Januszkiewicz
Aleksander Januszkiewicz (ur. 17 lutego 1872 we wsi Zarudyńce (obecnie Зарудинці) k. Niemirowa, zm. 24 grudnia 1955 w Kaliszu) – polski lekarz, profesor nauk medycznych, przewodniczący Wileńskiego Towarzystwa Lekarskiego w latach 1923–1939, rektor Uniwersytetu im. Stefana Batorego w Wilnie w latach 1930–1932. Ojciec Stanisława Januszkiewicza.

## Życiorys
Był synem Mariana Januszkiewicza, ziemianina, i Walentyny z d. Regulskiej. Do roku 1893 uczęszczał do gimnazjum w Niemirowie, medycynę zaś studiował na Uniwersytecie Kijowskim w latach 1893–1899. Uzyskał dyplom cum eximia laude, a następnie specjalizował się (w zakresie interny) u prof. W.P. Obrazcowa (1899–1904 i 1906–1914) oraz u prof. anatomii patologicznej i bakteriologii, W.K. Wysokowicza (1899–1902), a także – już w Berlinie – u prof. E. von Leydena, K.A. Ewalda i G. Klemperera (1906). W 1900 ożenił się z Joanną Peszyńską.
Dwukrotnie służył w wojsku rosyjskim: w czasie wojny rosyjsko-japońskiej (1904–1905) i podczas I wojny światowej.
Od grudnia 1919 mieszkał w Warszawie – pracował jako wolontariusz w Klinice Chorób Wewnętrznych u prof. A. Gluzińskiego. W roku 1921 mianowany profesorem zwyczajnym diagnostyki i terapii ogólnej chorób wewnętrznych w Uniwersytecie im. Stefana Batorego w Wilnie. W roku 1921 został prodziekanem, następnie dziekanem w latach 1921–1923 i rektorem 1930–1932. Zorganizował Wydział Lekarski i klinikę chorób wewnętrznych. W roku 1934 dekretem Prezydenta Rzeczypospolitej Polskiej mianowany profesorem zwyczajnym medycyny wewnętrznej. Służył konsultacjami medycznymi marszałkowi Józefowi Piłsudskiemu. W okresie II wojny światowej był konsultantem w poliklinice i szpitalach w Wilnie.
W Kaliszu osiedlił się w 1945, gdzie pracował jako konsultant Ubezpieczalni Społecznej oraz Szpitala Przemysława II do 1948, kiedy przeszedł na emeryturę. W uznaniu zasług pochowany został w stroju rektorskim na Cmentarzu Miejskim w Kaliszu.

## Zasługi i osiągnięcia naukowe
Rozprawa doktorska Aleksandra Januszkiewicza pt. Ob alkogolnom diurezie (1910) była zwieńczeniem badań nad wpływem alkoholu na układ sercowo-naczyniowy i nerki prowadzonych przez niego w latach 1907–1910 u prof. Laudenbacha w Kijowie.
Jest autorem 34 prac naukowych, m.in. Dusznica bolesna a zawał mięśnia sercowego (1933), Zawał mięśnia sercowego jako jednostka kliniczna (1938). Najważniejszą pracą było wydane w roku 1929 opracowanie pt. Nadciśnienie tętnicze, w którym Aleksander Januszkiewicz przedstawił krytycznie różne teorie etiopatogenezy i wprowadził do polskiej medycyny pojęcie choroby nadciśnieniowej (nadciśnienie pierwotne stałe). Praca ta ma przełomowe znacznie w Polsce, zmieniając dotychczasowe sposoby rozumowania i postępowania lekarskiego, a jej treści pozostają aktualne w wielu aspektach do dziś.
W roku 1938 ogłosił naukowe podstawy leczenia uzdrowiskowego choroby nadciśnieniowej w oparciu o patronat nad uzdrowiskiem w Druskiennikach na Wileńszczyźnie.
Przyczynił się do reaktywowania Kaliskiego Towarzystwa Lekarskiego (1946) i pozostawał jego pierwszym powojennym prezesem do końca życia. We własnym mieszkaniu stworzył salkę na zebrania członków towarzystwa oraz bibliotekę, której podstawą był jego prywatny księgozbiór (obecnie w Głównej Bibliotece Lekarskiej w Warszawie).
Był członkiem honorowym wielu towarzystw lekarskich, od roku 1950 członkiem zwyczajnym Polskiej Akademii Umiejętności oraz członkiem kolegiów redakcyjnych: „Polskiego Archiwum Medycyny Wewnętrznej” (1924–1955) i „Nowin Lekarskich” (1927–1939).

## Ordery i odznaczenia
- Krzyż Komandorski Orderu Odrodzenia Polski (8 listopada 1930)[4]
- Złoty Krzyż Zasługi (1952)
- Odznaka Honorowa Polskiego Czerwonego Krzyża I stopnia (1938)
- Krzyż Komandorski z Gwiazdą Orderu św. Sawy (Jugosławia, 1932)
- Order św. Stanisława III klasy z Mieczami (Imperium Rosyjskie)
- Order św. Anny III klasy (Imperium Rosyjskie)

## Upamiętnienie
W roku 1997 nowo wybudowanej przychodni rejonowej w Kaliszu nadano imię prof. Aleksandra Januszkiewicza, a jego osobę upamiętniono wmurowaną tablicą, którą ufundowało Kaliskie Towarzystwo Lekarskie.